# Super Seisyun Brothers -超青春姐弟s-
《Super Seisyun Brothers -超青春姐弟s-》（Super Seisyun Brothers -超青春姉弟s-，直譯為「超青春姊弟們」），是由慎本真作畫的日本漫畫作品。於Web漫畫配信網站《COMIC Polaris》連載中。略稱為「SSB」。於2013年9月13日播放的電視動畫。

## 劇情簡介
姊姊們是好友，弟弟們也是好友，本作即是描寫兩對姊弟日常生活的喜劇作品。

## 登場人物
新本千子（Shinmoto Chikko，配音員：山本希望）
有著可愛的外表，但實際上是御宅族的大學生。
沒有談過戀愛，但卻對戀愛有無限想像，初戀是一位動漫人物。
BL漫畫家，但有時也會畫少女漫畫，一開始投稿的作品獲得第三名，為此感到不甘心，後來再次投稿，也只得到第二名，喜歡cosplay。
在學園祭後意識到自己喜歡真央，口直心快地將心意向三人托盆而出，當時優先考慮的事是真子的意願，並和真子表示友情與愛情之間自己會選擇友情（雖然被真子反駁），最後兩人的傾談消除了彼此心結。
後來在聖誕節正式與真央交往。
新本千嘉（Shinmoto Chika，配音員：逢坂良太）
個性開朗，但個性有點糊塗的高中生。
雖然糊塗，但卻是全年級第三名。聰明的個性也讓千嘉很早便發現真央對千子的感情，只是一直沒有說出口。
曾經交往過數個女朋友，但都以「我和齊藤哪個重要」作為句點。
夢想是征服宇宙。喜歡真子。
齊藤真子（Saitou Mako，配音員：茅野愛衣）
長相貌美，不可思議系的飛特族，在一家很怪的餐厅「北極軒」打工。
是一個弟控和極度腹黑的人。
因為千子已訂好未來而有所妒忌，但還是真心跟千子很要好。喜歡千嘉。
後來知道千子喜歡真央後一度將真央當成敵人，因為覺得真央和千子的戀情會分薄其與千子的友情。後來聽到千子的獨白後放下心頭大石，並意識到自己對千子是「友達以上戀人未滿」的關係，由衷地希望千子能夠幸福。
齊藤真央（Saitou Mao，配音員：石川界人）
是個帥氣的美男子。
個性沉默且冷靜，不可思議系的高中生，將來大學志願填寫的是千子就讀的大學。
初中時期便已經喜歡千子，無奈千子完全沒有察覺，所以6年來一直單戀著。直至學園祭後與千子互表愛意，終於結束單戀生涯，並與千子正式交往。
小原夕瑶（配音員：水瀨祈）
千子的大学同学，同样都是御宅族，有男朋友但平时只在网上交流，一年只有两次外出约会。
在漫畫表示自己的爺爺是目前就讀的大學的創辦人。

## 出版書籍
SSB -超青春姉弟s-
| 冊數 | Flex Comix     | Flex Comix             |
| 冊數 | 發售日期       | ISBN                   |
| ---- | -------------- | ---------------------- |
| 1    | 2013年10月15日 | ISBN 978-4-593-88079-9 |
| 2    | 2013年11月15日 | ISBN 978-4-593-88080-5 |
| 3    | 2014年4月15日  | ISBN 978-4-593-88095-9 |
| 4    | 2014年8月15日  | ISBN 978-4-593-88101-7 |
| 5    | 2015年8月15日  | ISBN 978-4-593-85773-9 |
| 6    | 2016年3月15日  | ISBN 978-4-593-88123-9 |
| 7    | 2016年8月15日  | ISBN 978-4-593-88129-1 |
| 8    | 2017年3月15日  | ISBN 978-4-593-88141-3 |
| 9    | 2017年8月9日   | ISBN 978-4-593-88148-2 |
| 10   | 2018年3月15日  | ISBN 978-4-86675-002-6 |
| 11   | 2018年10月15日 | ISBN 978-4-86675-033-0 |

好きです、となりのお兄ちゃん。
| 冊數 | Flex Comix     | Flex Comix             |
| 冊數 | 發售日期       | ISBN                   |
| ---- | -------------- | ---------------------- |
| 1    | 2018年3月15日  | ISBN 978-4-86675-001-9 |
| 2    | 2018年11月15日 | ISBN 978-4-86675-036-1 |

## 電視動畫
於2013年9月13日開始在東京電視台播放的5分鐘短動畫。旁白為井上剛。

### 工作人員
- 原作：慎本真
- 監督：たかたまさひろ
- 系列構成：金春智子
- 人物設定、總作畫監督：森島範子
- 服裝設定：玉戶さお
- 美術監督：中村嘉博
- 色彩設計：日比智惠子
- コンポジットディクレター：田中浩介
- 編輯：右山章太
- 音響監督：濱野高年
- 音樂：池賴廣
- 動畫製作：AIC PLUS+
- 製作：AIC

### 主題曲
片尾曲
作詞、作曲、編曲：六弦A助／歌：六弦アリス（とらのあなレコーズ）

### 各話標題
| 話數   | 日文標題 | 中文標題           | 劇本           | 分鏡           | 演出           | 作畫監督              |
| ------ | -------- | ------------------ | -------------- | -------------- | -------------- | --------------------- |
| 第1話  |          | 姐弟＋姐弟＝       | 金春智子       | たかたまさひろ | たかたまさひろ | 中谷友紀子            |
| 第2話  |          | 已是大人，還是小孩 | 金春智子       | たかたまさひろ | たかたまさひろ | 山田太一              |
| 第3話  |          | 異性同性           | 金春智子       | 沖田宮奈       | 宇都宮正紀     | 峰岸桃子              |
| 第4話  |          | 20歲的日常         | 金春智子       | たかたまさひろ | たかたまさひろ | 奈須一裕              |
| 第5話  |          | 17歲的日常         | たかたまさひろ | 安藤貴史       | 安藤貴史       | 永川桃子              |
| 第6話  |          | 更進一步           | たかたまさひろ | 沖田宮奈       | 菅谷ゆりこ     | 峰岸桃子              |
| 第7話  |          | 現在從前           | 金春智子       | 加藤誠         | 加藤誠         | 中谷有紀子 渡邊奈月   |
| 第8話  |          | 祭典～夢與妄想篇～ | たかたまさひろ | たかたまさひろ | たかたまさひろ | 森島範子 Kim Yeonghun |
| 第9話  |          | 祭典～現實篇～     | たかたまさひろ | たかたまさひろ | たかたまさひろ | 奈須一裕              |
| 第10話 |          | 弟弟的事情         | 金春智子       | 鈴木薰         | 鈴木薰         | 渡邊奈月              |
| 第11話 |          | 姐姐的事情         | 金春智子       | 鈴木薰         | 鈴木薰         | 藤崎真吾              |
| 第12話 |          | 各自的事情         | 金春智子       | 鈴木薰         | 鈴木薰         | 藤崎真吾              |
| 第13話 |          | s                  | 金春智子       | 古川順康       | 宇都宮正紀     | 峰岸桃子              |
| 第14話 |          | 天使有時會變成惡魔 | たかたまさひろ | たかたまさひろ | たかたまさひろ | 森島範子              |

### 播放電視台
日本深夜動畫：下文記載的日本国内播放時間使用日本標準時間（UTC+9）表示。因為部分時間标识會採用30小时制，因此請留意这类超过24:00的时间，其實際播放時間為翌日清晨。
| 播放地區   | 播放電視台 | 播放日期                 | 播放時間（UTC+9）    | 播放系列       | 備註   |
| ---------- | ---------- | ------------------------ | -------------------- | -------------- | ------ |
| 關東廣域圈 | 東京電視台 | 2013年9月13日 - 12月13日 | 星期五 25:53 - 26:00 | 東京電視網     |        |
| 日本全域   | AT-X       | 2013年10月13日 -         | 星期日 19:55 - 20:00 | 動畫專門CS放送 | 有重播 |

## 外部連結
- Super Seisyun Brothers ―超青春姉弟s―（页面存档备份，存于）（原作揭載頁）（日語）
- TV動畫「Super Seisyun Brothers -超青春姉弟s-」官方網站（日語）
- 東京電視台 Super Seisyun Brothers -超青春姉弟s-（页面存档备份，存于）（日語）
- 北極軒（TV動畫SSB官方）的X（前Twitter）（日語）
- SSB -超青春姉弟s-（TV動畫）的Facebook專頁（日語）